# Mazda BU-X
Le Mazda BU-X est un concept car du constructeur automobile Japonais Mazda, présenté au salon de Tokyo en 1995.

Il s'agit d'un monospace compact citadin qui préfigure la Mazda Demio de première génération.

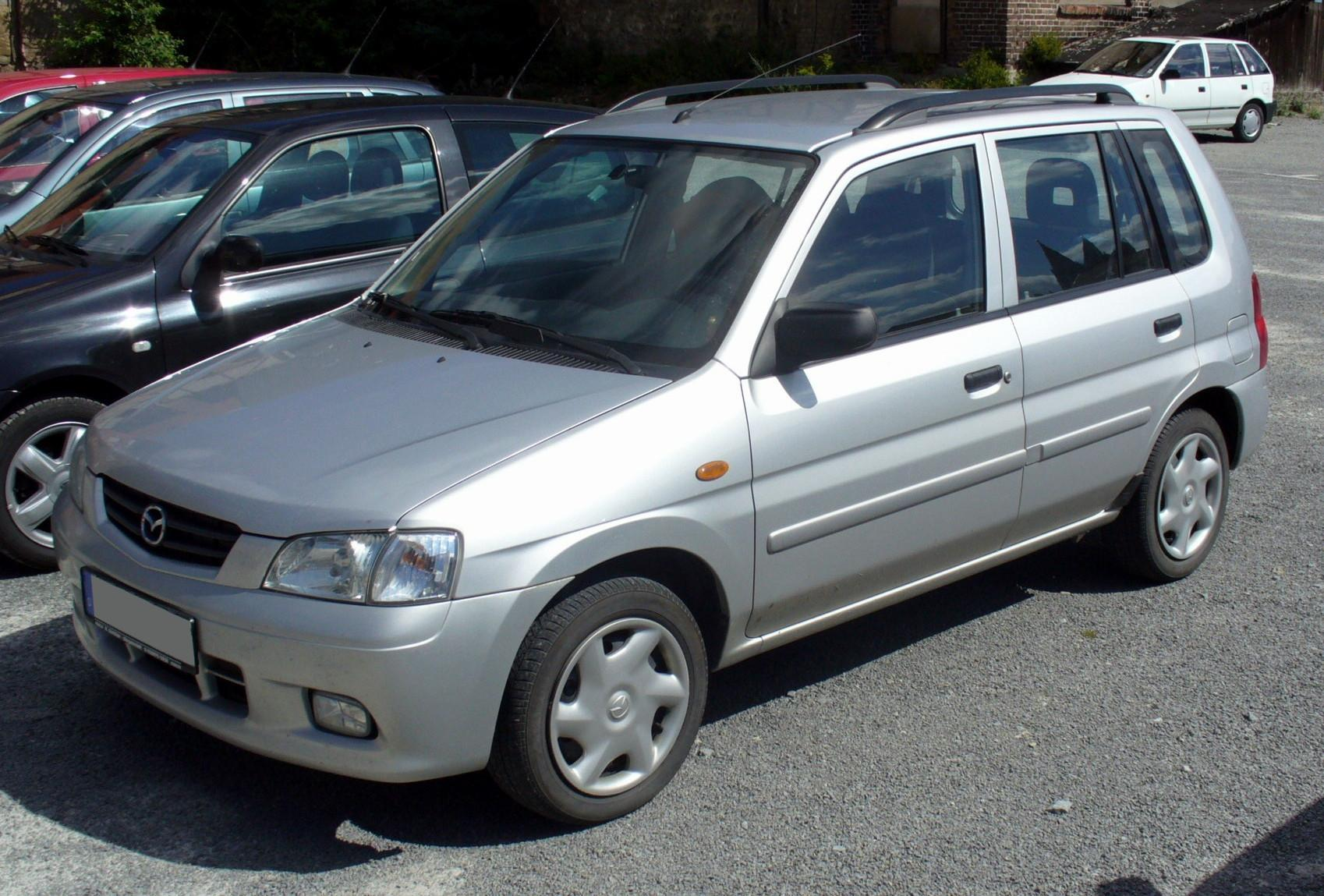
La Mazda Demio issue du concept BU-X